# Gertrud von Sulzbach

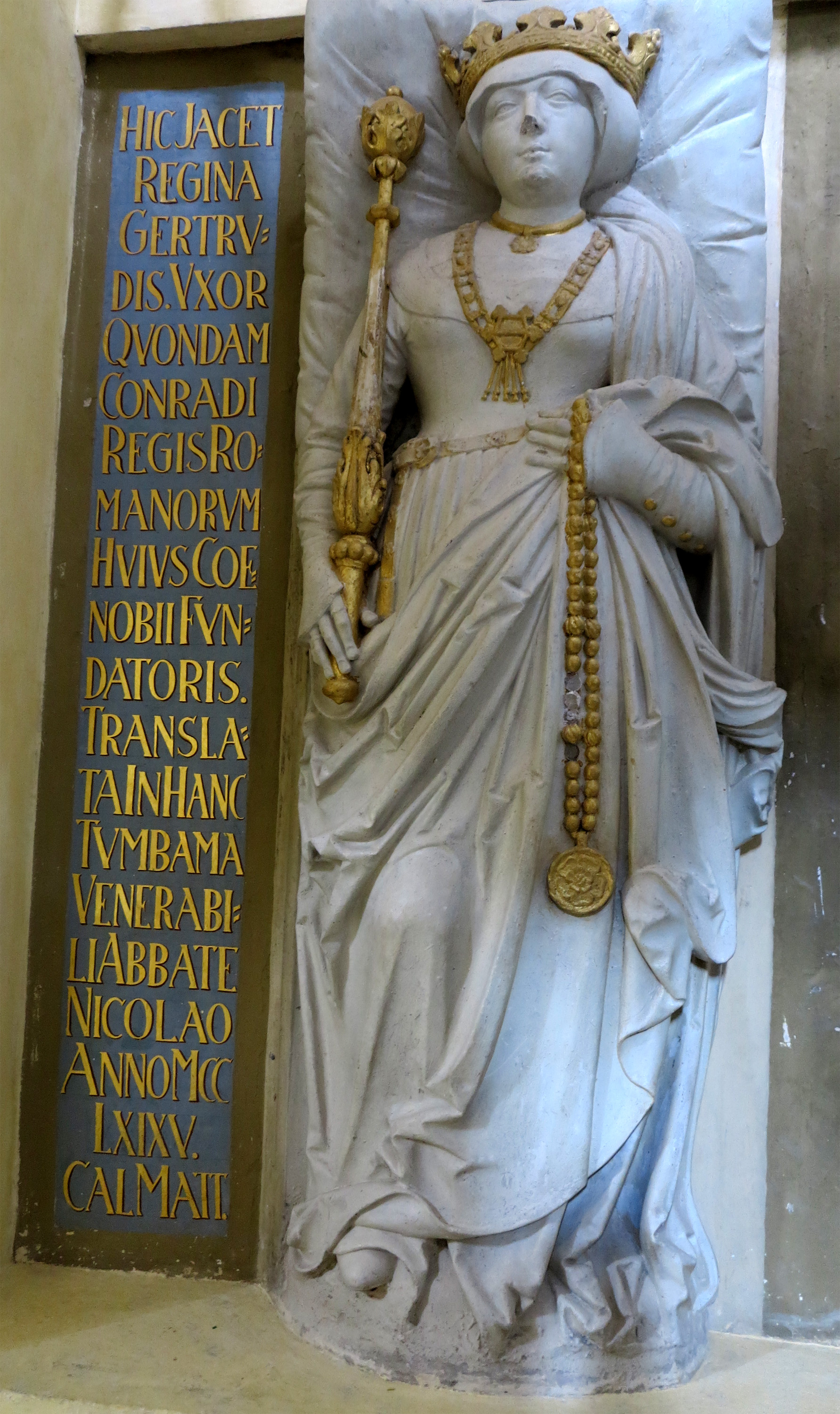
Grabtafel von Gertrud von Sulzbach in der Klosterkirche Ebrach

Gertrud von Sulzbach (* um 1110; † 14. April 1146 in Hersfeld) war römisch-deutsche Königin.
Gertrud war Tochter des Sulzbacher Grafen Berengar I. und der Adelheid von Dießen-Wolfratshausen. Zu ihren Geschwistern zählte unter anderem Bertha von Sulzbach, die unter dem Namen Irene Gattin von Kaiser Manuel von Byzanz war. Wohl 1135/36 wurde die Ehe mit dem späteren römisch-deutschen König Konrad III. geschlossen. Weniger plausibel sind Datierungsversuche zu den Anfängen des Klosters Ebrach aus spätmittelalterlicher Überlieferung, wonach eine angeblich um 1132 anzusetzende Mitwirkung Konrads und Gertruds an der Gründung der Zisterze eine bereits zu diesem Zeitpunkt geschlossene Ehe vermuten lasse. Aus ihrer Ehe mit Konrad III. hatte sie die beiden Söhne Heinrich-Berengar und Friedrich IV. Nach der Geburt ihres Sohnes Friedrich erkrankte Gertrud und starb vermutlich im Alter von 36 Jahren im Kloster Hersfeld.
Sie wurde im Zisterzienserkloster Ebrach beigesetzt, wo ihr Grab seit 1650 in der südlichen Nische hinter dem Choraltar der Abteikirche stehend eingemauert ist. Rechts davon befindet sich das Grab ihres Sohnes Friedrich von Rothenburg. Ihr Gisant stammt aus dem frühen 16. Jahrhundert, der ihres Sohnes aus dem 17. Jahrhundert.